# Nomba principalis
Nomba principalis är en tvåvingeart som först beskrevs av Becker 1911.  Nomba principalis ingår i släktet Nomba och familjen fritflugor. Inga underarter finns listade i Catalogue of Life.